# George Blagden
George Paul Blagden (Londres, Anglaterra, 28 de desembre de 1989) és un actor i cantant anglès. Bladgen va estudiar a la prestigiosa escola de música i arts dramàtiques de Londres Guildhall School of Music and Drama. És principalment conegut pel seu rol d'Athelstand a la sèrie Vikings, produïda pel canal The History Channel. També va participar com a Grantaire a la pel·lícula de 2012 Les Misérables adaptació del musical de Víctor Hugo i dirigida per Tom Hooper. Entre el 2015 i el 2018, va participar en la sèrie de televisió francesa Versailles al paper de Lluís XIV de França.

## Biografia
Blagden va començar la seva carrera artística als 13 anys, cantant en diferents cors i també en la seva pròpia banda de rock. Va estudiar a l'escola secundària Oundle School, un internat anglicà situat a Northamptonshire, East Midlands, Anglaterra on es va especialitzar en estudis dramàtics. Durant la seva etapa escolar, va participar en diverses obres escolar com l'obra Into the woods en el paper de forner o a la funció Art en el rol de Marc. A la seva època a Oundle també es va convertir en membre del National Youth Theatre i va ser selecciont com un dels quatre estudiants que van participar en una masterclass amb Ian McKellen. Després de la seva graduació, va estudiar art dramàtic a la prestigiosa escola de música i arts dramàtiques Guildhall School of Music and Drama de Londres, d'on es va graduar al 2011. Bladgen té una germana menor, Katie, que és escritora i directora de cinema.
El 2016, Blagden va mantenir una relació amb Elinor Crawley, una actriu britànica a qui va conèixer durant el rodatge de Vikings, on Crawley interpretava el paper de Thyri. Blagden, juntament amb la seva exparella, formen part de la fundació Diabetis UK, una fundació de caritat que té com a objectiu ajudar a les persones que tenen diabetis o que estan en risc de patir-ne. Blagden va començar a ajudar a aquesta causa perquè Crawley té diabetis de tipus 1. Per tal de recaptar diners per la causa, Blagden va anar en bicicleta de Londres a París en menys de 72 hores al setembre del 2015. Blagden va fer el recorregut entre el 4 i el 6 de setembre i va recaptar gairebé 5.000 lliures esterlines.
El 2019, George Bladgen es va casar amb la també actriu Laura Pitt-Pulford. Un any després, van donar la benvinguda al seu primer fill, a qui van anomenar Arlo Peter Bladgen.

## Carrera
Blagden va obtenir el seu primer paper com a actor el 2011 a la pel·lícula After the Dark, on va interpretar el paper d'Andy. El film fou estrenat el 2013 al Festival Internacional de Cinema Fantàstic de Neuchâtel el 7 de juliol de 2013 i el 21 d'agost del mateix any al Fantasy Filmfest. A Catalunya, es va estrenar el 17 d'octubre de 2013 al Festival Internacional de Cinema Fantàstic de Sitges on va ser nominada com a millor pel·lícula.
Posteriorment, el 2012, George Blagden va aparèixer a Wrath of the Titans, seqüela de Lluita de Titans en un paper secundari. El mateix any, també va aparèixer al aclamat film Les Misérables, on va prendre el rol de Grantaire.
El 2013, Blagden va fer el salt a la televisió, apareixent primer en la sèrie Vikings del canal històric The History Channel on va interpretar el paper del monjo cristià Athelstan i posteriorment, a partir del 2015, a la producció televisiva francesa Versailles on va donar vida al personatge de Lluís XIV de França. El 2017, Bladgen també va aparèixer com a estrella convidada a l'episodi Hang the DJ de Black Mirror interpretant el paper de Lenny.

## Filmografia

### Cinema
| Any  | Títol                      | Rol           | Notes |
| ---- | -------------------------- | ------------- | --- |
| 2022 | Rubikon 2056               | Gavin Abbott  | Pel·lícula de ciència-ficció austríaca.                                                                                |
| 2022 | The Gallery                | Morgan/Dorian | Pel·lícula interactiva.                                                                                                |
| 2020 | The Land of Dreams         | Armie         | Musical italià. |
| 2019 | How You Look at Me         | Charlie       | Paper principal. Drama britànic escrit i dirigit Gabriel Henrique González.                                            |
| 2017 | No Postage Necessary       | Sam           | Paper principal. Comèdia romàntica independent estatunidenca.                                                          |
| 2015 | Holding on for a Good Time | Fellini       | Curtmetratge |
| 2015 | The Tap Tap Lady           | Hugh          | Curtmetratge |
| 2014 | Blood Moon                 | Jake Norman   | Western d'horror escrit per Alan Wightman i dirigit per Jeremy Wooding.                                                |
| 2013 | After the Dark             | Andy          | Thriller de ciència-ficció psicològica escrit i dirigit per John Huddles.                                              |
| 2012 | Wrath of the Titans        | Soldat #1     | Rol secundari. Seqüela de la pel·lícula de 2010 LLuita de titans.                                                      |
| 2012 | Les Misérables             | Grantaire     | Guanyadora de diversos premis. Coproducció britànica-francesa-nord-americana. Adaptació de la novel·la de Víctor Hugo. |

### Televisió
| Any     | Títol        | Rol       | Notes                 |
| ------- | ------------ | --------- | --------------------- |
| 2017    | Black Mirror | Lenny     | Episodi "Hang the DJ" |
| 2015-18 | Versailles   | Lluís XIV | Personatge principal  |
| 2013–16 | Vikings      | Athelstan | Personatge principal  |

## Premis i nominacions
| Any  | Premi                                         | Categoria          | Pel·lícula     | Resultat  |
| ---- | --------------------------------------------- | ------------------ | -------------- | --------- |
| 2012 | National Board of Review of Motion Pictures   | Millor repartiment | Les Misérables | Guanyador |
| 2012 | San Diego Film Critics Society                | Millor repartiment | Les Misérables | Nominat   |
| 2012 | Premis Satellite                              | Millor repartiment | Les Misérables | Guanyador |
| 2012 | Washington D.C. Area Film Critics Association | Millor repartiment | Les Misérables | Guanyador |
| 2013 | Premis del Sindicat d'Actors                  | Millor repartiment | Les Misérables | Nominat   |